# Chu Yuan
Chu Yuan (chinesisch 楚原, Pinyin Chǔ Yuán, Jyutping Co2 Jyun4, kantonesisch Chor Yuen; geboren am 8. Oktober 1934 als Cheung Po Kin 張寶堅 in Guangzhou, Republik China; gestorben am 21. Februar 2022) war ein chinesischer Filmregisseur, Drehbuchautor und Schauspieler. Chu Yuan, Li Han-hsiang, Chang Cheh und King Hu werden in chinesischen Filmkreisen auch respektvoll als die „vier Begründer“ oder „vier Meisterregisseure“ der Wuxia-Filme (四大帥) des Hongkong-Kinos bezeichnet.

## Familie
Chu Yuan war der einzige Sohn des in den 1950er Jahren bekannt gewordenen Schauspielers Cheung Wood Yau (張活游). 1967 heiratete er die Schauspielkollegin So Shook-Mei (蘇淑眉), besser bekannt unter ihrem Künstlernamen Nam Hung (南紅). Das Paar hat gemeinsam einen Sohn und eine Enkeltochter.

## Karriere
Chu studierte zunächst Chemie an der Sun-Yat-sen-Universität in Guangzhou (Kanton). Unter dem Einfluss seines Vaters beschloss er ins Showgeschäft in Hongkong einzusteigen. 1954 im Film Madam Wan (alternativer Titel: Madam Yun) hatte er seine erste Rolle als Darsteller. 1956 schrieb er unter dem Pseudonym Qin Yu (秦雨) und Zhang Baozai (張寶仔) die ersten Drehbücher für die Filmbranche. Schon ein Jahr später begann er als Regisseur in der Filmindustrie zu arbeiten. Als gegen Ende der 1960er Jahre in der Hongkonger Filmindustrie die Zahl der Filmproduktionen der damals populären „Yueyu-Filme“ (粵語長片 – „Kantonesischer Langfilm“) allmählich sank, hatte Chu bereits über 70 Filme als Regisseur produziert. 1967 nach der Heirat mit der bekannten Schauspielerin Nam Hung gründete er mit Gleichgesinnten die Produktionsfirma Rose Motion Picture Co (玫瑰影業公司). Als er nach zahllosen Melodramen für das Cathay Studio (國泰電影公司) den Film Cold Blade, einen frühen Wuxia-Film inszenierte, erhielt er 1971 das Angebot zu den Shaw Brothers zu wechseln. Dort etablierte er sich nicht nur als Regisseur in Wuxia-Filmen, dessen Studio die Martial-Arts-Filme bekannt machte, sondern auch als Regisseur erotischer Stoffe, wie bei dem Film Intimate Confessions of a Chinese Courtesan (愛奴), der 1973 zu einem der zehn besten Filmen der Welt gewählt wurde. In seinen Martial-Art-Filmen mit Ti Lung in der Hauptrolle etablierten sich die genretypischen Schwertkampffilme, in denen der Hauptdarsteller von einer Reihe schöner Kolleginnen unterstützt wurde. Chu wirkte an mehr als 120 Filmen als Regisseur mit und machte ab Mitte der 1980er Jahre auch als Schauspieler einen Namen im lokalen Film und Fernsehen.

## Filmografie (Auswahl)
Quelle: Hong Kong Movie Database
Regie

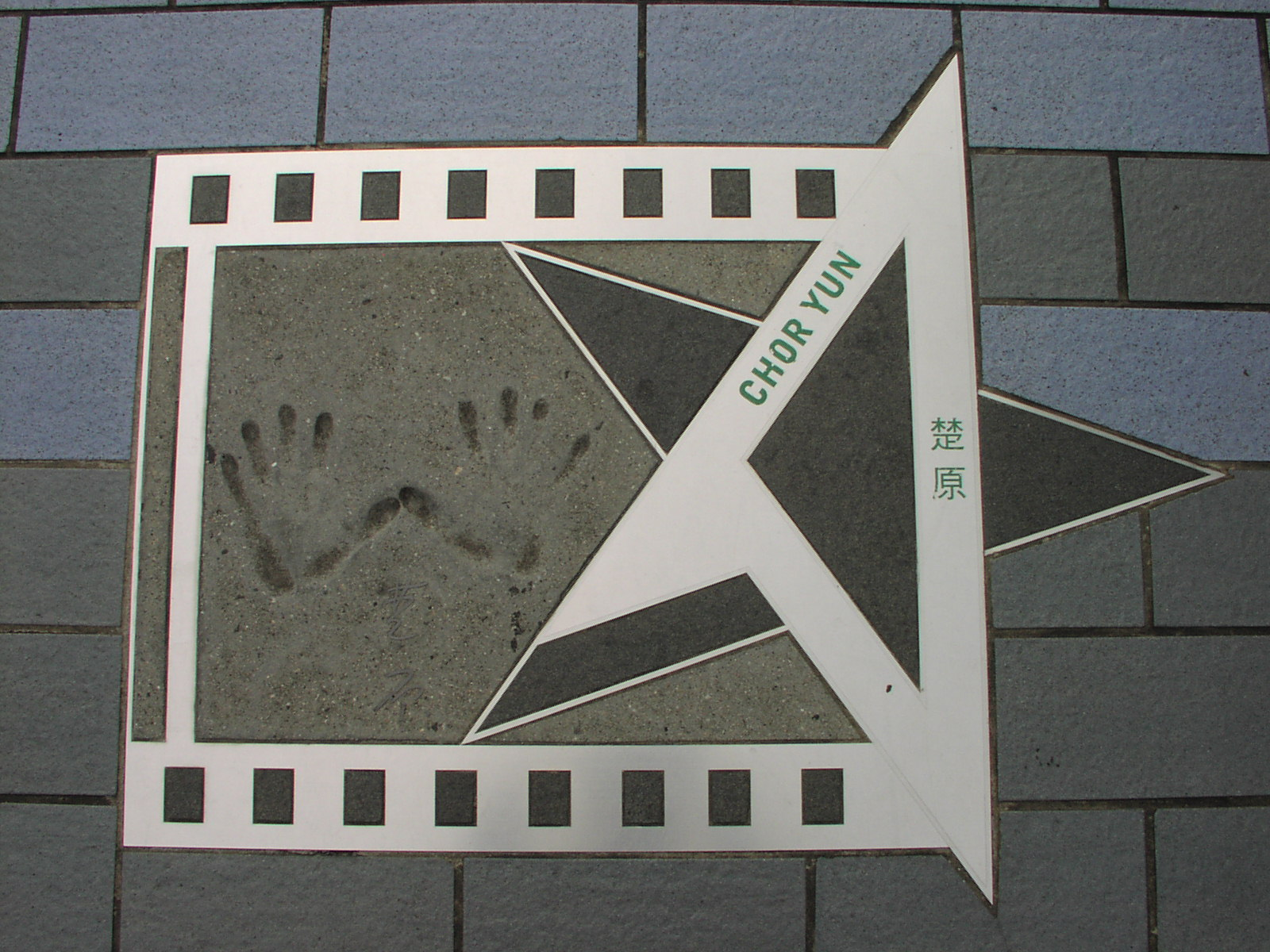
Chu Yuans Ehrung auf der Avenue of Stars (AoS) in Hongkong

- 1972: Die Bande des gelben Drachen (大殺手,  Dà shāshǒu)
- 1976: Killer Clans – Die Herrschaft des Schwertes (流星蝴蝶劍,  Liúxīng Húdiéjiàn)
- 1976: Das Todesnetz der gelben Spinne (五毒天羅,  Wudú Tiānluó)
- 1976: Der Todesschlag der Stahlfinger (天涯明月刀,  Tiānyá Míngyuèdāo)
- 1977: Die Bruderschaft der gelben Höllenhunde (楚留香,  Chǔ Liúxiāng)
- 1977: Das Todesduell der Tigerkralle (三少爺的劍,  Sān Shàoye de Jiàn)
- 1977: Das unbesiegbare Schwert der Shaolin (多情劍客無情劍,  Duōqíng Jiànkè Wúqíngjiàn)
- 1978: Die Rückkehr der gelben Höllenhunde (蝙蝠傳奇,  Biānfú Chuánqí)
- 1979: Alexander Fu Sheng – Die Eisenfaust (絕代雙驕,  Juédài Shuāngjiāo)
- 1980: Der Mann mit der Stahlkette (插翅難飛,  Chāchì nánfēi)
- 1980: Die Rache des Karateka (英雄無淚,  Wīngxióng wúlèi)
- 1981: Todesduell im Kaiserpalast (書劍恩仇錄,  Shū Jiàn Ēnchóulù)
- 1988: The Diary of a Big Man (大丈夫日記,  Dàzhàngfu rìjì)
- 1990: Blood Stained Tradewind (血在風上,  Xuè zài fēng shàng)

Darsteller
- 1954: Madame Wan aka Madam Yun (芸娘,  Yúnniáng)
- 1960: The Great Devotion (可憐天下父母心,  Kělián tiānxià fùmǔxīn)
- 1966: Spy with My Face (黑玫瑰與黑玫瑰,  Hēi méiguī yǔ hēi méiguī)
- 1973: Bruce Lee, the Man and the Legend (李小龍的生與死,  Lǐ Xiǎolóng de shēng yǔ sǐ)
- 1984: Cherie (雪兒,  Xuě’er)
- 1986: Police Story (警察故事,  Jǐngchá Gùshì)
- 1988: Police Story 2 (警察故事續集,  Jǐngchá Gùshì Xùjí)
- 1989: Miracles (奇跡, auch 奇蹟,  Qíjì)
- 1991: Twin Dragons (雙龍會,  Shuānglónghuì)
- 1995: Thunderbolt (1995) (霹靂火,  Pīlìhuǒ)
- 1998: Those Were the Days (精裝難兄難弟,  Jīngzhuāng nánxiōng nándì)
- 1999: Gigolo of Chinese Hollywood (電影鴨,  Diànyǐngyā)
- 2001: Dummy Mommy, Without a Baby (玉女添丁,  Yùnǚ tiāndīng)

## Preise und Auszeichnungen (Auswahl)
- 1979: 25th Asia-Pacific Film Award – Beste Regie für Actionfilm (Best Action Film Director Award)[15]
- 1998: 17th Hong Kong Film Award – Ehrenpreis für die Berufliche Leistung (Professional Achievement Award)[35]
- 2018: 37th Hong Kong Film Award – Ehrenpreis für das Lebenswerk (Lifetime Achievement Award)[22][36]